# Cats and Mouse
"Cats and Mouse" es el sexto episodio de la serie de televisión estadounidense de drama policial y misterio Dexter: Resurrección, secuela de Dexter y Dexter: New Blood. El episodio fue escrito por la coproductora ejecutiva Kirsa Rein y dirigido por el productor ejecutivo Marcos Siega. Se estrenó en Paramount+ con Showtime el 8 de agosto de 2025 y se emitió en Showtime dos días después.
La serie se ambienta tras los sucesos de Dexter: New Blood y sigue a Dexter Morgan, quien se ha recuperado milagrosamente de su herida de bala casi mortal. Tras descubrir que su hijo Harrison ahora trabaja como botones de un hotel en Nueva York, emprende su búsqueda. Durante este episodio, su viejo amigo Angel Batista regresa para hablar con Dexter sobre asuntos pendientes. En el episodio, Dexter elige a Gareth como su próxima víctima, mientras Angel consulta con la policía de Nueva York sobre el caso de Lady Vengeance.
El episodio recibió elogios de la crítica, que elogió las actuaciones, el desarrollo de los personajes y el final inesperado.

## Argumento
Blessing le informa a Dexter Morgan que su madre, Prudence, ha fallecido y lo invita al velorio. Ante esto, Dexter cancela una cita con Harrison, pero le ayuda a conseguir un traje y también revela que asistirá al velorio, ya que fue la única persona que asistió al funeral de Hannah McKay. Harrison es presentado a la familia de Blessing, y todos los invitados, incluido Dexter, le cuentan su historia con Prudence.
Charley revisa el apartamento de Red, lo encuentra vacío e informa a Prater que él también ha desaparecido. Prater llama a Dexter; todavía fingiendo ser Red, reitera que no ha vuelto a casa desde que Charley entró. Sin embargo, Prater le pide que lo visite en su mansión. Al y Gareth están preocupados por el arresto de Mia, ya que podría revelar sus identidades al FBI. Prater promete encargarse de ello, mientras Dexter empieza a perseguir a Gareth. Lo sigue a una biblioteca, descubriendo que es egocéntrico y le gusta leer libros sobre sus crímenes. Esa noche, Dexter continúa ayudando a la familia de Blessing durante el velorio, pero Blessing les grita a Dexter y a su yerno por traer más hielo del que pidió.
Claudette y Melvin interrogan a Marc, la víctima de Mia, sobre los sucesos. Marc afirma que iba a ser el primer asesinato de Mia en Nueva York, lo que les hace preguntarse si realmente fue ella quien mató a Ryan. Ángel Batista llega y expone sus sospechas de que Dexter, como el Carnicero de la Bahía Harbor, podría estar involucrado y ayudar a Harrison a encubrir el asesinato de Ryan, pero aún tienen dudas. Les pide que los acompañen a visitar a Mia, y Claudette acepta a regañadientes. Mientras cuida al hijo de Elsa, Dante, Harrison es confrontado por el casero de Elsa, Vinny, porque ella se atrasa con el alquiler. No arreglará un moho en la habitación de Dante hasta que ella pague, y Harrison considera brevemente asesinarlo antes de irse.
Dexter regresa a su apartamento, con Gareth esperándolo, tras descubrir que lo sigue. Dexter afirma que lo idolatra y le sirve gin tonic sedado con M99, lo que le hace perder el conocimiento. Cuando Gareth despierta, Dexter lo mata, pero se ve obligado a esconder el cuerpo en su baño cuando aparece Blessing. Se disculpa por su comportamiento, revelando que fue un niño soldado del Frente Revolucionario Unido y que sigue atormentado por las atrocidades cometidas. Prudence lo salvó y ambos se mudaron a Estados Unidos para empezar de nuevo, con Prudence diciendo que necesita salir de la oscuridad fuera de su casa para seguir adelante. Luego recupera Advil de un gabinete en el baño, pero no encuentra el cuerpo. Después de irse, Dexter lleva el cadáver de Gareth al edificio vacío para quemarlo.
A la mañana siguiente, Harrison le dice a Dexter que fantaseó con matar a Vinny. Dexter lo consuela, diciéndole que controló su impulso al negarse a matarlo, comparándolo con su hermana Debra. Después de que Harrison se va, Charlie contacta a Dexter, pidiéndole que se reúna con ella en el muelle con sus herramientas y trofeos. Angel, Claudette y Melvin llegan a la prisión para interrogar a Mia, cuando suenan las alarmas. Los oficiales encuentran a Mia colgada en su celda, y un guardia la declara muerta. Sin que nadie lo sepa, Charley sobornó al guardia para que la matara. En el muelle, Prater y Charley invitan a Dexter y Al a abordar un helicóptero a un lugar desconocido, pero están esperando a Gareth. Para sorpresa de Dexter, Gareth llega y aborda el helicóptero, dándose cuenta de que los Gemini son en realidad asesinos en serie gemelos idénticos.

## Producción

### Desarrollo
En mayo de 2025, se reveló que el título del episodio sería "Cats and Mouse". El episodio fue escrito por la coproductora ejecutiva Kirsa Rein y dirigido por el productor ejecutivo Marcos Siega. Esto marcó el primer crédito de Rein como guionista y el cuarto crédito de Siega como director.

### Guion
Krysten Ritter dijo que rodar el episodio fue "emocionante" por el cierre del arco de Mia. Dijo: "Cuando leí el guion por primera vez, pensé: 'Bueno, vamos a hacer estos tres episodios geniales'. Pero luego, como estaba allí, en la piel del personaje y divirtiéndome tanto, no pasa un día sin que hablemos de cómo hacer más con él". Sin embargo, Ritter también añadió: "Tal vez no sea el final de este personaje. Ya veremos". David Dastmalchian habló sobre el giro del episodio, queriendo que cuando los fans vuelvan a ver la serie "comiencen a notar las pequeñas diferencias entre las actuaciones que di", queriendo "infundir muchos detalles sutiles que los verdaderos fanáticos acérrimos que aman estas cosas profundizarían".

## Recepción
"Cats and Mouse" recibió elogios de la crítica. Louis Peitzman de Vulture le dio al episodio una calificación de 4 estrellas sobre 5 y escribió: "Por tercera semana consecutiva, Dexter: Resurrección está funcionando a toda máquina, ¡y creo que los guionistas están teniendo en cuenta mis notas! Bueno, sí, este episodio se completó mucho antes de mi queja de la semana pasada de que Blessing y su familia existen principalmente como un recordatorio constante de la propia familia fracturada de Dexter, pero obtuvimos más de ellos en "Cats and Mouse", aunque en circunstancias tristes".
Shawn Van Horn de Collider le dio al episodio una calificación de 8 sobre 10 y escribió: "Si pensabas que después de tres temporadas de televisión el mundo de Dexter Morgan se había quedado sin cosas que hacer, oh, Dexter: Resurrección se ha alegrado de demostrar que estabas equivocado. La última inmersión en la vida de nuestro héroe asesino en serie favorito ha tenido éxito al cambiar las cosas y alejarse del formato trillado de Dexter ocultando quién es mientras lucha contra el gran malo de esa temporada". Mads Misasi de Telltale TV le dio al episodio una calificación de 4.5 de 5 estrellas y escribió: "¿Qué sería de Dexter sin algunos sustos? Dexter: Resurrection Temporada 1 Episodio 6, “Cats and Mouse”, nos recuerda que a pesar de lo meticuloso y disciplinado que es Dexter Morgan, todavía puede fallar de vez en cuando".
Greg MacArthur de Screen Rant escribió: "Como suele ocurrir con la mayoría de las personas cercanas a Dexter, Harrison se perfila como una gran debilidad y un lastre para él. Es el vínculo de Batista para atrapar y arrestar a Dexter, además de ser la prueba para Prater de que Dexter es un impostor. Dexter y Harrison podrían tener que salir de Nueva York por estas razones al final de la primera temporada de Dexter: Resurrección".